# Еникенд (Губинский район)
Еникенд (азерб. Yenikend) — село в Губинском районе Азербайджана.
Уроженцем села Еникенд является: Джейхун Фикрет оглы Джамалов — полковник-лейтенант азербайджанской армии, участник Второй Карабахской войны, «Герой Отечественной войны».

## География
Расположено к юго-западу от административного центра района — города Губа.

## Этимология
В переводе с азербайджанского название села означает «новое село». Топоним распространён по всему Азербайджану.

## Население
Материалы посемейных списков на 1886 год сообщают о «татарском» (азербайджанском) селении Енги-Кендъ (56 дымов, 292 жителя), входившем в II Кубинский участок Кубинского уезда Бакинской губернии.
«Кавказский календарь», на 1915 год, фиксирует в Енги-Кентъ Кубинского уезда Бакинской губернии 490 человек и тоже в основном «татар» (азербайджанцев).
По результатам Азербайджанской сельскохозяйственной переписи 1921 года Енгикент населяли 511 человек и преимущественно азербайджанские тюрки (азербайджанцы), а само население состояло из 283 мужчин и 228 женщин.
Согласно материалам издания «Административное деление АССР», подготовленного в 1933 году Управлением народно-хозяйственным учётом Азербайджанской ССР (АзНХУ), по состоянию на 1 января 1933 года в Еникенте, являвшемся центром Еникентского сельсовета Кубинского района Азербайджанской ССР, насчитывалось 679 жителей (143 хозяйства). Весь Еникентский сельсовет (сёла Ашагы-Тюлакеран, Юхары Тюлакеран, Сохтакела, Тюлар) на 98,9 % состоял из «тюрок» (азербайджанцев).
По данным на 2009 год в селе проживало 1009 человек
Известный дагестанский и советский историк-этнограф, профессор С. С. Агаширинова, лезгинка по происхождению, в своей монографии «Материальная культура лезгин» (1978) называла в числе лезгинских и село Еникент. Так, она писала, что керамическое производство на территории Южного Дагестана особенно высокого расцвета достигло в XVIII в. К этому времени керамическое производство распространилось на селения Испик, Сальян, Гезеркент Кюринского округа, Кахул Самурского округа и лезгинские селения Испик, Мюгюч, Еникент Кубинского уезда…
.